# Trung Tâm (phường)
Trung Tâm là một phường thuộc tỉnh Lào Cai, Việt Nam.

## Địa lý
Phường Trung Tâm nằm ở trung tâm thị xã Nghĩa Lộ, có vị trí địa lý:
- Phía đông giáp xã Nghĩa Lợi
- Phía tây và bắc giáp phường Pú Trạng và xã Nghĩa Lợi
- Phía nam giáp phường Tân An.

Phường Trung Tâm có diện tích 1,30 km², dân số năm 2019 là 6.801 người, mật độ dân số đạt 5.232 người/km².

## Hành chính
Phường Trung Tâm được chia thành 16 tổ dân phố: 1, 2, 3, 4 5, 6, 7, 8, 9, 10, 11, 12, 13, Bản Lè, Cang Nà, Pá Khết.

## Lịch sử
Phường Trung Tâm là một phần của thị trấn Nghĩa Lộ thuộc huyện Văn Chấn trước đây.
Ngày 15 tháng 5 năm 1995, Chính phủ ban hành Nghị định 31-CP, về việc thành lập thị xã Nghĩa Lộ và điều chỉnh địa giới hành chính giữa thị xã Nghĩa Lộ và huyện Văn Chấn thuộc tỉnh Yên Bái. Theo đó, thành lập phường Trung Tâm trên cơ sở các tiểu khu 9, 10, 11, 12, 13 của thị trấn Nghĩa Lộ và các bản: Bản Lè, Bản Cang Nà, Bản Pa Khết.
Phường Trung Tâm có diện tích tự nhiên 97 hécta với 4.623 nhân khẩu.